# USS Douglas H. Fox (DD-779)
O USS Douglas H. Fox (DD-779) foi um Destroyer norte-americano que serviu durante a Segunda Guerra Mundial.

## Comandantes
| Comandante                | Data                                  |
| ------------------------- | ------------------------------------- |
| Cdr. Raymond Maurer Pitts | 26 de Dezembro de 1944 - Maio de 1945 |